# Emilio Zasio
Emilio Alderico Zasio (Pralboino, 27 marzo 1831 – Vigevano, 23 dicembre 1869) è stato un patriota e militare italiano capitano nel 6º granatieri.

## Biografia
Nato in una famiglia aristocratica, nel 1848 figlio di Giovanni Battista si arruolò nel Corpo degli Studenti Lombardi combattendo gli austriaci. Nel 1849, con la prosecuzione della guerra, riprese le armi incorporato nei Bersaglieri volontari. Laureato in legge, riparò in Piemonte fino al 1859, quando si arruolò nei Cacciatori delle Alpi distinguendosi per il coraggio tanto da essere decorato della medaglia francese al Valore e alla Disciplina. Nel 1860, come sottotenente, seguì Garibaldi in Sicilia alla Spedizione dei Mille, nel corpo delle guide a cavallo. Nominato capitano, fu decorato dell'Ordine militare di Savoia. Passato nell'esercito regolare italiano nel reggimento Savoia cavalleria prima, nel 6º reggimento granatieri poi, nel 1862 si congedò scrivendo le sue memorie sulla campagna dei Mille. Fu amico di Alberto Mario che lo paragonava in La camicia rossa all'ariostesco Medoro, mentre Cesare Abba lo definiva, elegante.
Nell'elenco ufficiale dei partecipanti all'impresa, pubblicato sulla Gazzetta Ufficiale del Regno d'Italia del 12 novembre 1877, lo si trova al numero 1077.
Morì il 23 dicembre 1869.

## Opere
- Da Marsala al Volturno , Tip.editrice Sacchetto, Padova 1868